# Società Polisportiva Molinella 1941-1942
Questa voce raccoglie le informazioni riguardanti la Società Polisportiva Molinella nelle competizioni ufficiali della stagione 1941-1942.

## Rosa
| N. |                   | Ruolo | Calciatore            |
| -- | ----------------- | ----- | --------------------- |
|    | Italia (bandiera) | C     | Tonino Bassi          |
|    | Italia (bandiera) | D     | Nino Beltrami         |
|    | Italia (bandiera) | D     | G. Bertarini          |
|    | Italia (bandiera) | A     | Francesco Bonfiglioli |
|    | Italia (bandiera) | A     | Franco Cavazza        |
|    | Italia (bandiera) | D     | Ivo Dalledonne        |
|    | Italia (bandiera) | A     | M. Evangelisti        |
|    | Italia (bandiera) | A     | Werther Gaiani        |
|    | Italia (bandiera) | D     | Fernando Giacometti   |

| N. |                   | Ruolo | Calciatore      |
| -- | ----------------- | ----- | --------------- |
|    | Italia (bandiera) | D     | Gino Minarelli  |
|    | Italia (bandiera) | P     | Dino Montanari  |
|    | Italia (bandiera) | C     | Pietro Musoleci |
|    | Italia (bandiera) | D     | Atos Nobili     |
|    | Italia (bandiera) | A     | Piero Pezzali   |
|    | Italia (bandiera) | P     | Giovanni Poli   |
|    | Italia (bandiera) | D     | Nello Sabattini |
|    | Italia (bandiera) | D     | Rino Sangiorgi  |